# Miasta Fidżi
Według danych oficjalnych pochodzących z 2007 roku Fidżi posiadało ponad 10 miast o ludności przekraczającej 1 tys. mieszkańców. Stolica kraju Suva znajduje się na 2 miejscu spośród największych miast, 2 miasta liczyło ponad 50 tys. mieszkańców; 1 miasto z ludnością 25÷50 tys.; 2 miasta z ludnością 10÷25 tys. oraz reszta miast poniżej 10 tys. mieszkańców. 
Najbardziej zaludnionym obszarem zurbanizowanym jest zespół miejski Suva, który liczy 173 137 mieszkańców.

## Największe miasta w Fidżi
Największe miasta w Fidżi według liczebności mieszkańców (stan na 16.09.2007):
| L.p. | Miasto  | Dystrykt  | Liczba ludności |
| ---- | ------- | --------- | --------------- |
| 1.   | Nasinu  | Centralny | 76 064          |
| 2.   | Suva    | Centralny | 74 481          |
| 3.   | Lautoka | Zachodni  | 43 473          |
| 4.   | Nausori | Centralny | 24 919          |
| 5.   | Nadi    | Zachodni  | 11 685          |

## Alfabetyczna lista miast w Fidżi
Spis miast Fidżi powyżej 1 tys. mieszkańców według danych szacunkowych z 2007 roku:
- Ba (Mba)
- Deuba
- Korovou
- Labasa (Lambasa)
- Lami
- Lautoka
- Levuka
- Nadi (Nandi)
- Nasinu
- Nausori
- Navouvalu (Nabouwalu)
- Navua
- Pacific Harbour
- Rakiraki
- Savusavu
- Seaqaqa
- Sigatoka (Singatoka)
- Suva
- Tavua
- Vatukoula